# Sylwan (Oner)
Sylwan, imię świeckie Amir Hanna Oner (ur. 21 sierpnia 1970 w Latakii) – syryjski duchowny prawosławny, od 2015 metropolita Wysp Brytyjskich i Irlandii.